# Общевойсковой защитный комплект
Общевойсковой защитный комплект (ОЗК) — средство индивидуальной защиты, предназначенное для защиты человека от отравляющих веществ, биологических средств и радиоактивной пыли. ОЗК состоит на вооружении Вооружённых Сил Российской Федерации (ВС России), многих стран бывшего СССР и является средством индивидуальной защиты военнослужащих всех видов ВС и родов войск. Используется совместно с респиратором или противогазом. 

## Комплектация

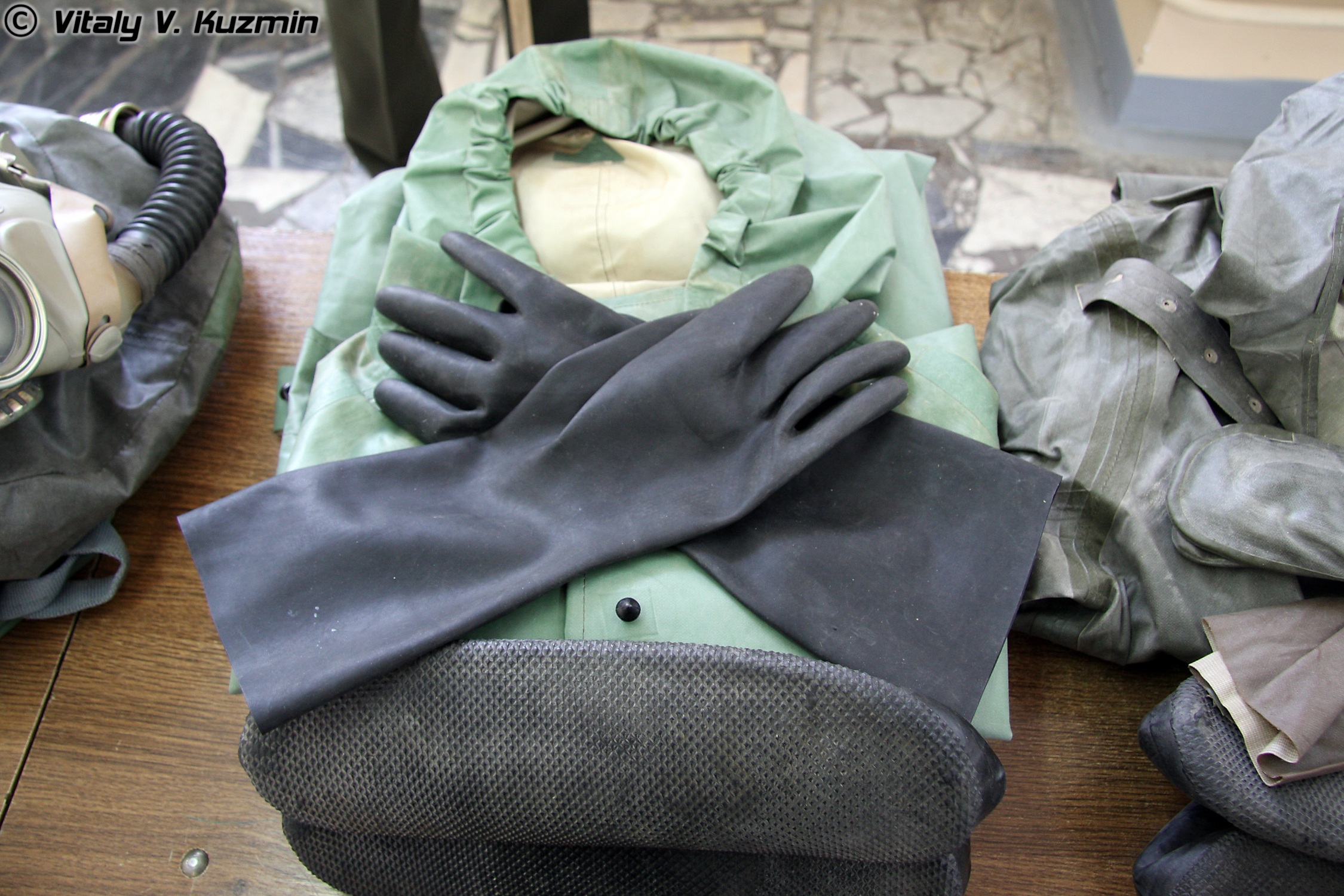
ОЗК в сложенном виде

ОЗК состоит из плаща ОП-1(ОП-1М), защитных чулок и защитных перчаток.   
- Защитный плащ изготавливается из специальной термостойкой прорезиненной ткани. Имеет две полы, борта, рукава, капюшон, хлястик, шпеньки, тесемки и закрепки (чаще называемые крокодильчиками), позволяющие использовать плащ в виде накидки с рукавами или в качестве комбинезона. На верху капюшона имеется хлястик, позволяющий регулировать его размер при использовании с различными головными уборами, шлемами или касками, на рукаве имеется специальное крепление для двух запасных шпеньков. Наружная сторона  плаща имеет серый или салатный цвет, внутренняя — белый; при необходимости его можно вывернуть наизнанку, а шпеньки переставить на 180 градусов, в результате пользователь получает ОЗК в зимней маскировочной окраске, который можно использовать на заснеженной территории.
- Защитные чулки, изготовленные из прорезиненной ткани. Подошвы усилены резиновой основой. Чулки надеваются поверх обычной обуви, также они могут быть надеты на валенки. Каждый чулок тремя хлястиками утягивается по ноге и таким образом крепится к ноге, и текстильной тесьмой к поясному ремню. В народе их прозвали бахилами или же чунями.
- Защитные перчатки — резиновые (бутилкаучук). Изготавливаются двух видов — зимние и летние. Летние — пятипалые, зимние — трехпалые, имеющие утеплённые вкладыши. Ранее использовались двупалые перчатки из прорезиненной ткани, их можно встретить в старых комплектах, снятых с хранения.

## Размеры
Плащи изготавливаются пяти ростов:
- 1 рост — для людей ростом до 160 см;
- 2 рост — от 166 до 170 см;
- 3 рост — от 171 до 175 см;
- 4 рост — от 176 до 180 см;
- 5 рост — 181 см и выше

Масса плаща — 1,5-2,2 кг (зависит от размера).
Защитные чулки изготавливаются трех размеров:
- 1 — для обуви 37—40-го размеров;
- 2 — для 41—42-го;
- 3 — для 43-го размера и более.

Масса пары чулок — 0,8—1,2 кг.
Все перчатки (зимние и летние) имеют один размер.
Масса пары перчаток — около 350 г.
 

## Использование
Каждый ОЗК индивидуально закрепляется за военнослужащим, о чём свидетельствует бирка, которая крепится к косынке плаща и к чехлу для чулок. Для распознавания военнослужащего, одетого в ОЗК, на плаще ручкой (фломастером, маркером) рисуются условные погоны со знаками различия; для рядового состава рисуется цифра, обозначающая порядковый номер в расчёте.
Норматив надевания ОЗК на оценку «отлично» составляет:
- В виде комбинезона (4) (подаётся команда: «Защитный костюм надеть. Газы!») — 4 мин., 35 сек.
- В виде плаща (4) (подаётся команда: «Плащ в рукава, чулки, перчатки надеть. Газы!») — 3 мин.
- В виде накидки (8) плащ надевают по сигналу «Химическая тревога», по команде голосом «Газы, плащи» или самостоятельно по первым недостоверным признакам применения противником химического оружия — 35 с.

Длительное ношение ОЗК невозможно из-за того, что круговорот воздуха внутри него замкнут, и пребывание в такой атмосфере может привести к различным опрелостям на коже военнослужащего, что может повлиять на общую боеспособность личного состава. Поэтому командир подразделения обязан рассчитывать длительность занятий и учений таким образом, чтобы не вызвать последствий для здоровья личного состава.
По нормативу длительность пребывания в ОЗК не должна превышать 4 часов. Нормативное время пребывания в костюме значительно сокращается при повышении температуры окружающей среды.
В настоящее время ОЗК часто используется гражданским населением не по прямому назначению, а в виде защиты от влаги рыбаками, охотниками, грибниками и диггерами. Может достаточно эффективно применяться в ходе борьбы с борщевиком. Наряду с другой специальной одеждой, ОЗК можно приобрести в магазинах для охоты и рыбалки.